# Billy and Mandy Begins
Billy and Mandy Begins (El Inicio en Latinoamérica, El Comienzo de Billy y Mandy en España): Es la segunda parte del episodio 63 de la serie animada Las Sombrías Aventuras de Billy y Mandy.

## Argumento
Billy, Mandy, Calavera (Puro Hueso en Latinoamérica) e Irwin están colgados de una soga floja en un lugar oscuro con un cocodrilo que los quiere devorar, mientras tanto para que la soga no se rompa y que ellos no se aburran Irwin le dicen a ellos como conocieron a Calavera, y empezaron Billy y Calavera a narrar historias distintas a la original,pero con tantas historias Mandy se duerme. Pero al terminar la historia de Puro Hueso la despiertan,y ella le cuenta a Irwin como se conocieron realmente, y al final Billy iba a decir algo pero se le acabó el tiempo de decirlo porque la soga se le rompió y murieron comidos por el cocodrilo (aunque evidentemente en el resto de los episodios siguen saliendo).
- Datos: Q5728707